# Гой еси
Гой еси́ (позднее также искажённое «гоясы») — приветственно-величальная формула в значении «будь жив!» или «будь здоров!». Характерна для устного народного творчества и встречается прежде всего в текстах былин («Ой ты гой еси, добрый молодец!»).
См. у М. Ю. Лермонтова: «Ох ты гой еси, царь Иван Васильевич!», у А. К. Толстого: «Гой вы, васильки мои, цветики степные!», у Сергея Есенина: «Гой ты, Русь, моя родная…».

## Этимология
Гой — древнерусское слово, имеющее значения, связанные с жизнью и живительной силой; происходит от праиндоевропейского корня gʷeyh₃- — «жить». Этимологическое развитие глагола представлено следующим образом: пра-и.е. *gʷeyh₃- «жить» → пра-и.е. *gʷoyh₃ós «жизнь» → праслав. *gȍjь → праслав. *gojiti «живить». Исторически тот же корень — в словах жить из др.-рус. жити (здесь другая ступень чередования) с исходным значением «кормиться, питаться, выздоравливать», «жизнь», «живить», «живой». В словаре Даля гоить — стар. «говеть, жить, здравствовать». У И. И. Срезневского гоити — «живить», то есть гой может рассматриваться как форма повелительного наклонения от этого глагола. В украинском языке слово загоїти, а в белорусском загаіць означает «залечить», «заживить» (например, раны). Кроме того, слово гой засвидетельствовано в древнерусском языке и в других контекстах, где трактуется (по словарю И. И. Срезневского) как «мир, спокойствие, pax, fides, amicitia». Еси — устаревшая личная форма глагола-связки «быть» во втором лице единственного числа.
В современном русском языке слово гой деэтимологизировалось и воспринимается лишь как междометие в составе данной формулы, становится «вызывательным восклицанием, ободрительным вызовом» (по словарю Даля).
С корнем гой связано сохраняющееся в современном языке слово изгой (от изжити). Оно в древнерусском языке было социальным термином и означало лицо, «изжитое», «выжитое», то есть утратившее связь со своей социальной средой. Считая слово гой древним обозначением родовой патриархальной общины и учитывая семантику слова изгой, филолог В. В. Колесов предполагал, что само приветствие гой еси означало: «Ты есть наш, наших кровей».